# Weimar (Lahn)
Pour les articles homonymes, voir Weimar (homonymie).
Weimar (Lahn) est une commune du Land de Hesse, située sur le Lahn.

## Quartiers et villages(Ortsteile)
- Allna
- Argenstein
- Kehna
- Nesselbrunn
- Niederwalgern
- Niederweimar
- Oberweimar
- Roth
- Stedebach
- Weiershausen
- Wenkbach
- Wolfshausen

## Personnalités
- Johann Rupp (1874–1948), homme politique né à Niederwalgern.
- Walter Schlesinger (1908-1984) - Historien célèbre
- Dirk Wolf (né en 1972) - Joueur de football